# 393 Лампетія
393 Лампетія (393 Lampetia) — астероїд головного поясу, відкритий 4 листопада 1894 року Максом Вольфом у Гейдельберзі.